# فوكوجينزوكي
فوكوجينزوكي (باليابانية: 福神漬) هو توابل في المطبخ الياباني، يشيع استخدامه كمذاق للكاري الياباني. في فوكوجينزوكي، يتم تقطيع الخضروات بما في ذلك الدايكون والباذنجان وجذر اللوتس والخيار جيدًا، ثم يتم تخليلها في حوض بنكهة صلصة الصويا. النتيجة النهائية لها ملمس مقرمش.

## علاقته بالفولكلور الياباني
الاسم مأخوذ من قصة آلهة الحظ السبعة. تكريمًا للاسم، تتكون بعض أصناف فوكوجينزوكي من سبعة أنواع مختلفة من الخضروات، مع إضافة فاصوليا السيف، البريلا، فطر شيتاكيه و/أو بذور السمسم إلى المكونات الأربعة الرئيسية. يتم أحيانًا استبدال جذر اللوتس بالجزر الحلو والمقرمش، وغالبًا ما تضيف الأصناف الحمراء شرائح الشمندر الأحمر للون.